# Michael Lakner

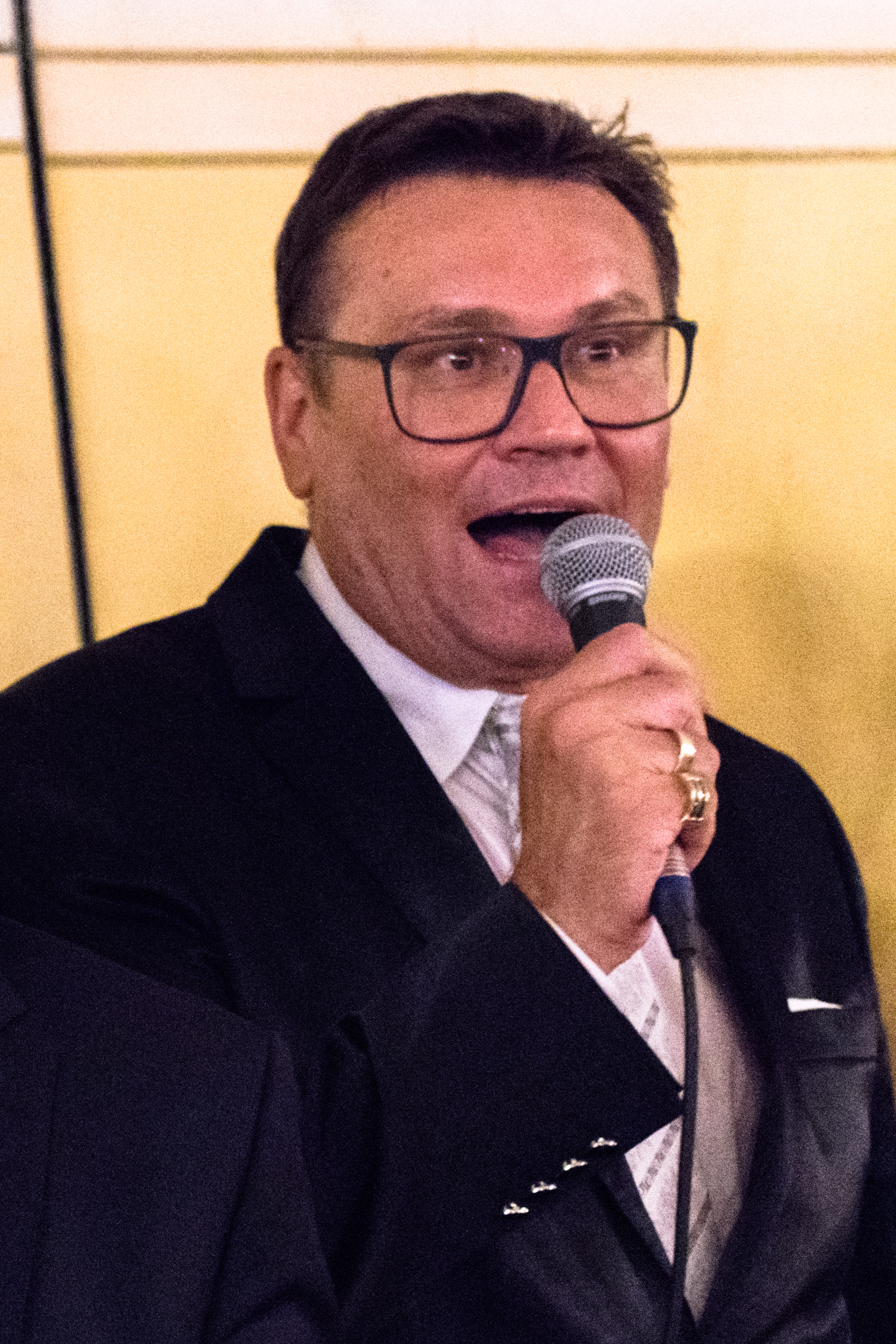
Michael Lakner (2018)

Michael Lakner (* 1959 in Wien) ist ein österreichischer Jurist, Pianist, Schauspieler, Regisseur und Theaterintendant.

## Werdegang
Michael Lakner wurde zunächst 1985 an der Universität Wien als Jurist promoviert und studierte dann an der Wiener Musikhochschule Klavier und Dirigieren, darüber hinaus absolvierte er auch noch eine Schauspiel- und Gesangsausbildung.
Ab 1981 wirkte er als Liedbegleiter und unternahm Konzertreisen ins In- und Ausland, darunter die USA, Japan, Südafrika, Großbritannien, Ägypten, Frankreich und eine Reihe anderer Länder.
Er begleitete Angelika Kirchschlager, Silvana Dussmann, Robert Holzer, Martina Serafin und andere Künstler. 1988 hatte Lakner sein Debüt als Filmschauspieler in der Hauptrolle des Spielfilms Borderline (Regie: Houchang Allahyari), wobei Lakner auch die Filmmusik übernahm.
Von 1991 bis 2001 war er künstlerischer Betriebsdirektor der Oper Graz, in der Spielzeit 2001/02 wechselte er in die Direktion des Basler Opernhauses. 2004 übernahm er die Intendanz der Operetten-Festspiele Lehár Festival Bad Ischl. Seit 2017 leitet Lakner die Bühne Baden. Im Dezember 2023 wurde bekanntgegeben, dass ihm ab der Spielzeit 2025/26 Andreas Gergen als künstlerischer Leiter der Bühne Baden nachfolgen soll.